# There's a Riot Goin' On
There’s a Riot Goin’ On, är den amerikanska soul- och funkgruppen Sly and the Family Stones femte studioalbum, släppt i november 1971. Albumet räknas av många som höjdpunkten under gruppens karriär.

## Låtlista

### Sida 1
1. "Luv n' Haight" (4:01)
2. "Just Like a Baby" (5:11)
3. "Poet" (3:01)
4. "Family Affair" (3:04)
5. "Africa Talks to You 'The Asphalt Jungle'" (8:45)

### Sida 2
1. "Brave & Strong" (3:29)
2. "(You Caught Me) Smilin'"  (2:54)
3. "Time" (3:01)
4. "Spaced Cowboy" (3:59)
5. "Runnin' Away" (2:56)
6. "Thank You For Talkin' to Me Africa" (7:12)

## Medverkande musiker
- Sly Stone: sång, orgel, gitarr, bas, clavinet, piano, munspel och trummaskin
- Rosie Stone: sång, piano, keyboard
- Freddie Stone: körsång, gitarr
- Larry Graham: körsång, bas
- Cynthia Robinson: trumpet
- Jerry Martini: saxofon
- Greg Errico: trummor
- Gerry Gibson: trummor (några av låtarna)
- Little Sister (Vet Stone, Mary McCreary, Elva Mouton): körsång
- Bobby Womack: gitarr
- Ike Turner: gitarr
- Billy Preston: elpiano